# Spiraea cavaleriei
Spiraea cavaleriei är en rosväxtart som beskrevs av H. Lév.. Spiraea cavaleriei ingår i släktet spireor, och familjen rosväxter. Inga underarter finns listade i Catalogue of Life.